# Friedrich Ackermann (Agrarwissenschaftler)
Friedrich Paul Ackermann (* 9. Februar 1901 in Danzig; † nach 1977) war ein deutscher Agrarwissenschaftler und Unternehmer.

## Leben und Tätigkeit
Friedrich Ackermann war ein Sohn des Danziger Stadtrates und Stettiner Oberbürgermeisters (ab 1907)  Friedrich Ackermann und seiner ersten Frau Gertrud Hennig (1880–1905). Nach dem Schulbesuch in Stettin trat er im Juli 1918 als Seekadett in Kaiserliche Marine ein. Friedrich Ackermann studierte Landwirtschaft und wurde 1927 an der Naturwissenschaftlichen Fakultät der Vereinigten Friedrichs-Universität Halle-Wittenberg promoviert. Danach war er zunächst als Wirtschaftsberater der Landwirtschaftskammer Stettin tätig. 1928 wechselte er als Hilfsreferent des Direktoriums an die Preußische Zentralgenossenschaftskasse, wo er 1929 einer der Direktoren wurde. Präsident der „Preußenkasse“ war Otto Klepper (parteilos).
Nach der nationalsozialistischen Machtübernahme übernahm Friedrich Ackermann Funktionen bei den Hauptvereinigungen der Deutschen Viehwirtschaft und der Deutschen Milch- und Fettwirtschaft im Reichsnährstand. Er wurde Stellvertretender Vorsitzender des Verwaltungsrates und 1937 Geschäftsführer der Hauptvereinigung der deutschen Getreide- und Futtermittelwirtschaft im Reichsnährstand. Friedrich Ackermann gehörte als Funktionär der NS-Agrarverwaltung an, die von „Reichsbauernführer“ Walther Darré geleitet wurde. Zum 2. März 1939 trat er der SS bei (SS-Nummer 322.156), zum 10. September desselben Jahres wurde er zum SS-Untersturmführer befördert.
Während des Zweiten Weltkriegs war Ackermann 1941 Kriegsverwaltungsabteilungschef (KVACh) der Chefgruppe für Ernährung und Landwirtschaft bei der Wirtschaftsinspektion Süd („Baden“) im Bereich der Heeresgruppe Süd und 1942 zugleich Leiter der Abteilung Ernährung und Landwirtschaft in der Hauptabteilung III beim Reichskommissar für die Ukraine in Riwne (Równe). Unmittelbar nach der Eroberung von Kiew untersagte er, Lebensmittel in die Stadt zu schaffen. Gegen Ende des Krieges wurde Friedrich Ackermann von NSDAP-Gauleiter Erich Koch (der 1941 bis 1944 auch Reichskommissar des Reichskommissariats Ukraine war) als faktischer Nachfolger von Landesbauernführer Erich Spickschen beauftragt, „alle Versorgungsfragen“ zu regeln, „die durch die Kriegsführung an der ostpreußischen Grenze und auf ostpreußischem Boden entstanden sind“.
Nach dem Zweiten Weltkrieg war Friedrich Ackermann ab 1946 als Geschäftsführer bei der Vereinigung Nord- und Westdeutscher Handelsmühlen tätig, die sich 1948 in Arbeitsgemeinschaft Deutscher Handelsmühlen umbenannte, heute: Verband Deutscher Mühlen. Von 1955 bis 1971 war er dort auch Mitglied des Vorstands. Im Entnazifizierungsverfahren gegen seinen früheren Vorgesetzten Hans-Joachim Riecke (NSDAP, MdR, Staatssekretär, SS-Gruppenführer) vermittelte Ackermann den ehemaligen preußischen Finanzminister Otto Klepper als renommierten Verteidiger und sorgte durch Kautionszahlung und Fürsprache für die im März 1949 erfolgte Haftentlassung Rieckes. Im Oktober 1948 wurde Friedrich Ackermann in den Vorstand der – von Klepper in Frankfurt am Main mitgegründeten – Wirtschaftspolitischen Gesellschaft von 1947 e. V. gewählt, da er als Agrarexperte galt, der bereits vor dem Krieg für das Institut für landwirtschaftliche Marktforschung gearbeitet hatte. Im Aufsichtsrat der Centralen Marketing-Gesellschaft der deutschen Agrarwirtschaft vertrat Ackermann den Bereich der pflanzlichen Erzeugnisse. Er war Vorsitzender der Vereinigung Marktwirtschaftliche Getreideforschung e. V. (heute: Vereinigung Getreide-, Markt- und Ernährungsforschung GmbH (GMF)) in Bonn-Bad Godesberg.
Nach der von der Arbeitsgemeinschaft Deutscher Handelsmühlen unterstützen Verabschiedung des Gesetzes über die Errichtung, Inbetriebnahme, Verlegung, Erweiterung und Finanzierung der Stillegung von Mühlen (Mühlengesetz) vom 27. Juni 1957 erfolgte ein Konzentrationsprozess auf industrielle Großmühlen, der durch Stilllegungsprämien befördert wurde. 1969 erteilte das Bundeskabinett auf Ersuchen des Landgerichts Köln dem ehemaligen Bundeswirtschaftsminister Ludwig Erhard eine Aussagegenehmigung gemäß § 6 Absatz 2 des Bundesministergesetzes im Rechtsstreit der Firma Getreidemühle Büttner & Co., Gräfelfing, gegen den Kartell-Vertreter Friedrich Ackermann. Es ging dabei um die Frage, ob das Mühlen-Kartell im November 1955 nur unter einer Auflage der Belieferung zu Vorzugspreisen zugunsten der heimatvertriebenen sogenannten „Ostmüller“ genehmigt worden war. Erhard und Ackermann hatten mehrere Jahre gemeinsam dem Vorstand der Wirtschaftspolitischen Gesellschaft von 1947 e. V. angehört.

## Veröffentlichungen
- Untersuchung über die Entwicklung der Lohnaufwendungen von 1913/14 bis 1924/25 in pommerschen Grossbetrieben und ihre wirtschaftliche Bedeutung. (diss. rer. nat. Halle). Thiele, Halle 1927 (Google-Books; eingeschränkte Vorschau)
- Hans Ludwig Fensch,[19] Friedrich Ackermann, Theodor Brinkmann, Emil Woermann: Die Rentabilität der deutschen Landwirtschaft. In: Fritz Beckmann u. a. (Hrsg.): Deutsche Agrarpolitik im Rahmen der inneren und äußeren Wirtschaftspolitik, Bd. I. Die Lage der deutschen Landwirtschaft und die Gestaltung der agrarpolitischen Einzelmaßnahmen. (Veröffentlichungen der Friedrich-List-Gesellschaft 5). R. Hobbing, Berlin 1932, S. 379–405 (Google-Books; eingeschränkte Vorschau)
- Leid und Freud der Handelsmühlen. In: Ernährungsdienst 12,148 (1957), S. 8f
- Startschuß für EWG-Mühlensanierung? In: Ernährungsdienst 22,62 (1967), S. 1
- Preisstörungen durch französisches Mehl? Besorgnisse der Handelsmühlen in Rheinland-Pfalz. In: Ernährungsdienst 22,68 (1967), S. 1